# Pairi Daiza
El Pairi Daiza (antes Paradisio) es un zoológico y un jardín botánico y arquitectónico de propiedad privada con unas 75 hectáreas de superficie, ubicado en Brugelette en la provincia de Henao en Bélgica. El zoológico está ubicado en el sitio de la antigua abadía cisterciense de Cambrón, y es el hogar de más de 7.000 animales.
Pairi Daiza es propiedad y está operado por Pairi Daiza Belgium SA, sociedad anónima que cotiza en la bolsa de Bruselas (código: PARD). Es miembro de la Asociación Europea de Zoológicos y Acuarios (EAZA)

## Historia
El zoológico fue inaugurado en 1993 como un jardín para aves llamado Paradisio. En el año 2000 el zoológico, incluido el Oasis, se convirtió también en un gran invernadero para acoger otros animales, como suricatos, nutrias, y caimanes. En 2001, el zoológico abrió el Nautilus (acuario), las Islas Madidi (monos ardilla), y Nosy Komba (lémures), seguido del Algoa Bay (focas) en 2002.
En 2004 se instalaron una serie de puentes colgantes que permiten a los visitantes ver el parque desde arriba. El "Sueño de Han Wu Di" abrió sus puertas en 2006, y es el jardín chino más grande de Europa. Una serie de recintos para aves rapaces abrió sus puertas en 2007.
En 2009, el zoológico abrió el "Reino de Ganesha," un jardín temático de 4 hectáreas sobre Indonesia. También cambió su nombre a Pairi Daiza, que significa "jardín amurallado" en persa.

## Exposiciones

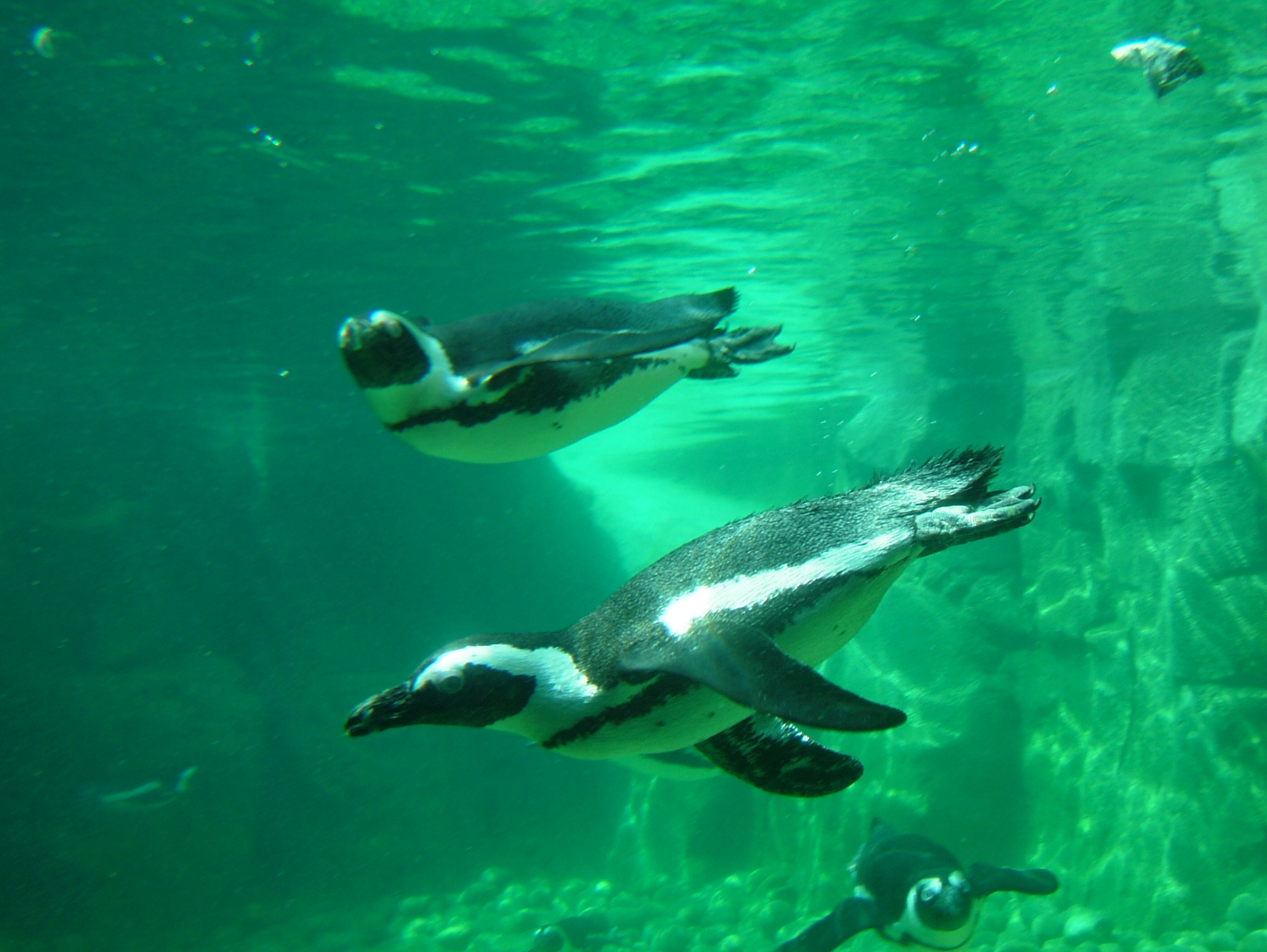
Pingüinos en el zoo

### Algoa Bay
Es el hogar de los lobos marinos de Sudáfrica del zoológico y los pingüinos. Los visitantes pueden observar a los animales desde encima del agua, o de un área de visión bajo el agua, donde pueden encontrarse cara a cara con los residentes de la exposición.

### El Nautilus
El Nautilus es una exposición que tiene como tema 20.000 leguas de viaje submarino. Incluye exposiciones con arrecifes de coral, lagunas y aguas tropicales, y es el hogar de los erizos de mar, estrellas de mar, anémonas, cangrejos y medusas. Los visitantes pueden tocar las rayas, y se pueden observar tiburones, morenas y barracudas.

### La catedral de los pájaros
Uno de los viveros más grandes de Europa, esta exposición es el hogar de aves como ibis escarlata, flamencos americanos, garcillas bueyeras, turacos-púrpura con cresta, cigüeñas, y la pintada vulturina.

### Mersus Emergo

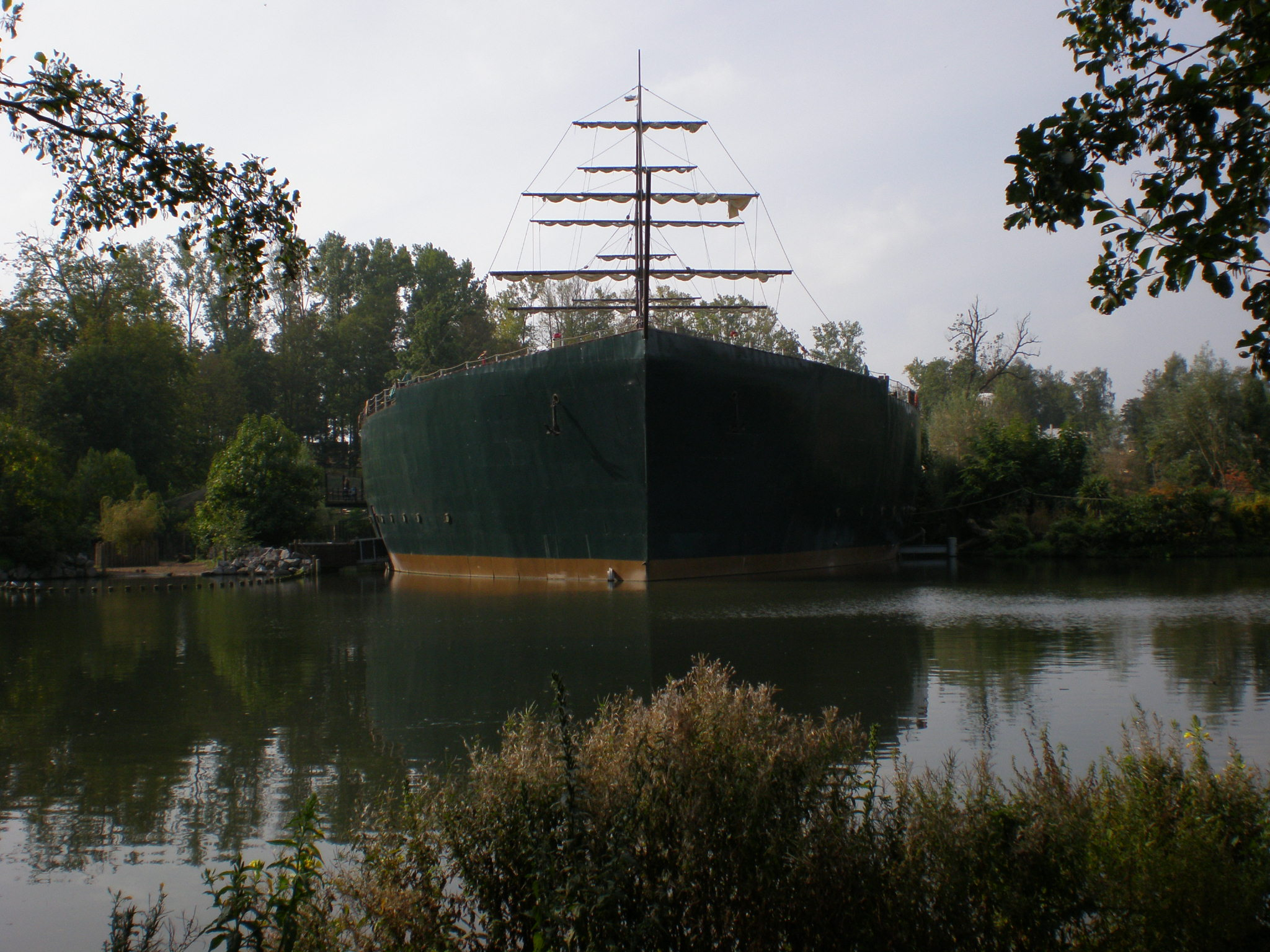
El Mersus Emergo

La exposición Mersus Emergo es una réplica de la embarcación ballenera Inglesa, Mersus Emergo que se utilizó durante 40 años, de 1870 a 1914. La exposición se inauguró en el año 2003 e incluye la exposición SOS Biodiversidad, creado en colaboración con el Fondo Mundial para la Naturaleza (WWF), que informa sobre las amenazas actuales para el planeta y las maneras en las que los visitantes pueden tomar medidas para ayudar a minimizar estas amenazas. El "barco" comprende el centro de rescate del zoológico de animales como pitones, boas, iguanas, tortugas y caimanes que fueron entregados o abandonados por los antiguos propietarios que ya no podían cuidar de ellos. La exposición incluye una piscina de contacto para los tiburones y rayas. El lago y la isla que rodea a la exposición es el hogar de jirafas, hipopótamos, cebras y antílopes.

### El Oasis
Posee 7000 metros cuadrados (75.000 pies cuadrados) con cascadas que incluye plantas tropicales como el bambú, vides, árboles de plátano, y los hibiscos, y es el hogar de animales, incluyendo las tortugas gigantes, nutrias, suricatas, cálaos y cocodrilos.

### Elefantes

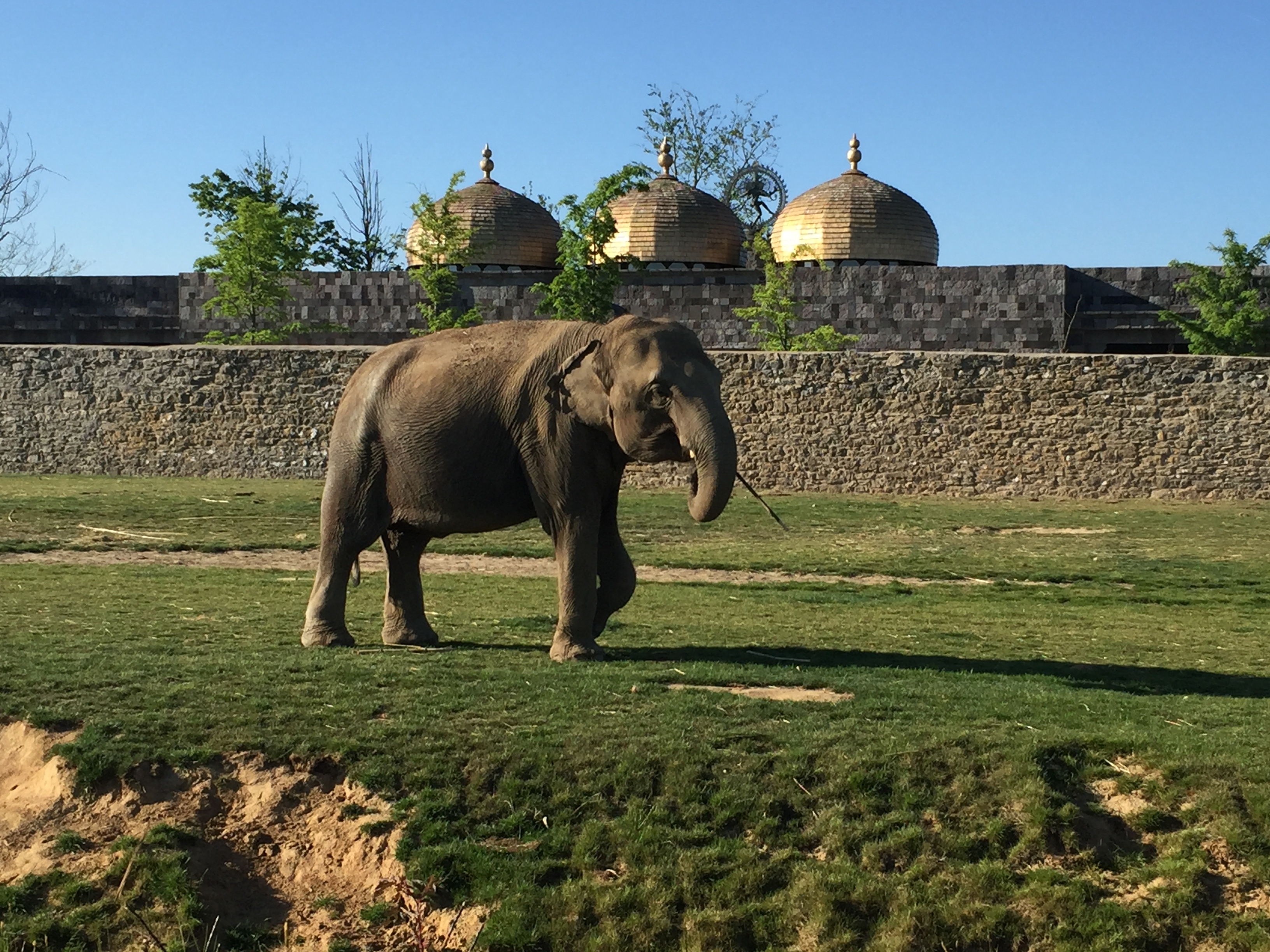
Elefante del Pairi Daiza.

El zoológico es el hogar de cinco elefantes asiáticos y un elefante africano. A los elefantes se les permite caminar entre los visitantes a intervalos aleatorios para evitar demasiadas personas tratando de ir a verlos. A pesar de que siempre están con un entrenador y cuidador, los visitantes pueden acercarse lo suficiente para tocar los elefantes, y hay cierta controversia sobre la seguridad de esta práctica.

### Ciudad de las aves
Esta atracción se inauguró en el año 2007. Hay varias pajareras grandes para las aves de presa, incluyendo el águila pescadora, el águila calva, águila marina de Steller, águila pescadora africana, caracará, cóndor andino, milanos, águila serpiente, búho, y muchos tipos de buitres.

## Jardines
- Jardín Chino: El jardín chino, también llamado "El Sueño de Han Wu Di," ha estado abierto desde 2006. Está el jardín chino más grande de Europa, y además de sus edificios temáticos chinos, cascadas, rocas y plantas, es el hogar de grullas, pandas rojos, y muntiacus.[6]

- Reino de Ganesha: De 4 hectáreas, fue inaugurado en 2009, y es el mayor jardín indonesio en Europa, y reproduce la vida de las plantas y la sensación del archipiélago indonesio, sobre todo Bali.[6] Sus colecciones incluyen un templo hindú, casas tradicionales y réplicas en miniatura de Borobudur y Prambanan. En agosto de 2009 el gobierno de Indonesia envió un par de elefantes de Sumatra para animar el parque de Indonesia. Es el primer programa de préstamos de la cría de animales en peligro de extinción que Indonesia ha tenido en Europa.[13]

- Jardín de rosas: Establecido en 2004, este jardín de rosas es el hogar de más de 700 variedades de rosas de todo el mundo, incluyendo rosales, rosas trepadoras, enredaderas y rosas trepadores.[6]

- Jardín andaluz: Este jardín, cerca de la entrada del parque se inspira en los patios moriscos y los palacios de España. Además de plantas, incluyendo helechos, higueras, caquis, y albizia, este jardín cuenta con muchos estanques y fuentes.[14]

- Jardín de olivos: La colección de plantas en este jardín fue originalmente parte de la Feria de Flores de Gante. El jardín cuenta con plantas de olivos, higueras y un alcornoque.[14]

## Otros puntos de interés

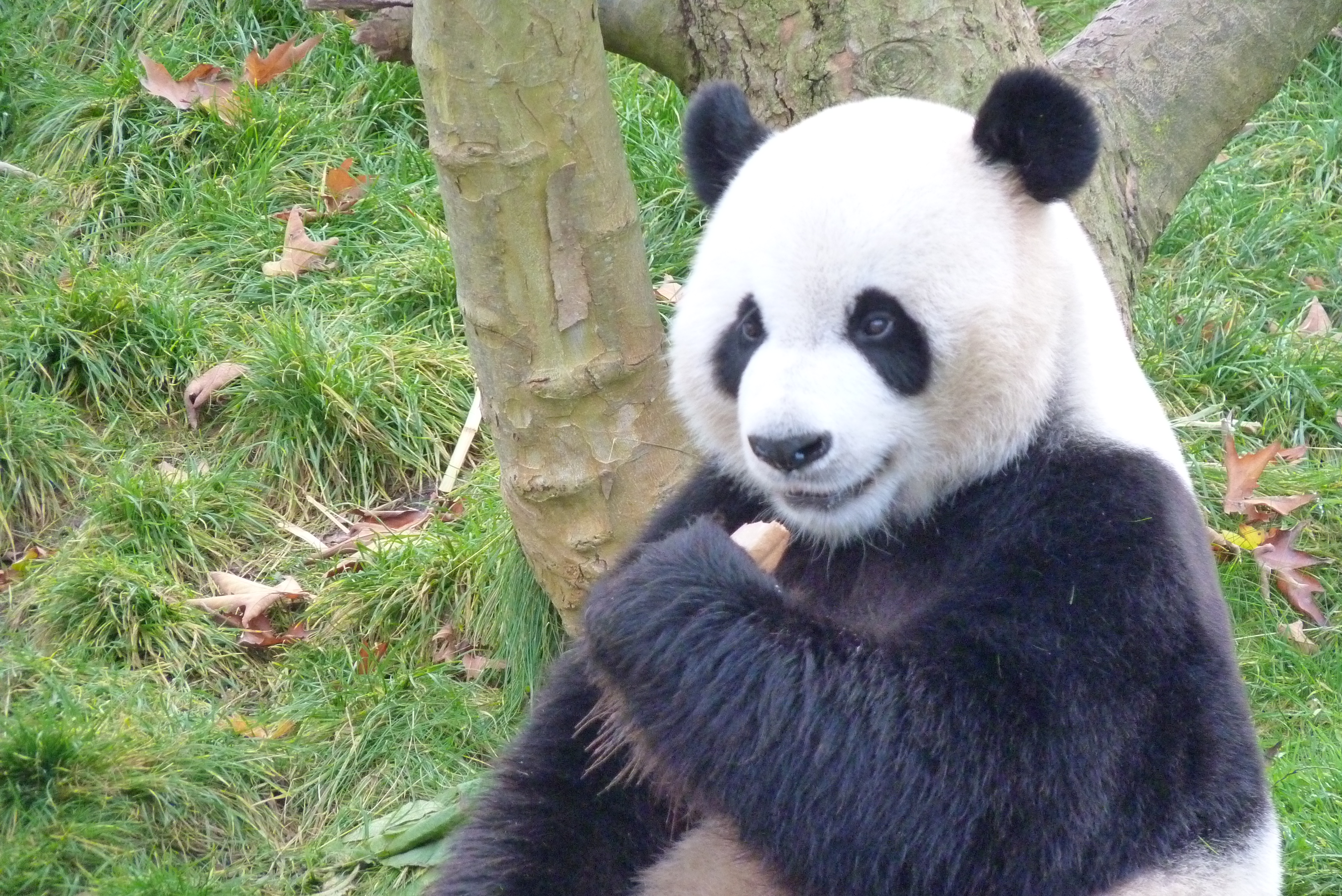
Panda en el Paridi Daiza en 2015.

Un tren de vapor rodea los dos grandes lagos en el zoológico, y ofrece a los visitantes una vista de muchos animales, incluyendo jirafas, cebras, tapires, flamencos y bisontes.

## El futuro
Los planes futuros del parque incluyen "Horizonte Perdido", un proyecto que se centrará en los Incas, y mil y una noches. Pairi Daiza también será sede de 2 pandas gigantes durante 15 años a partir de abril de 2014.